# Esther Mertová
Esther Mertová, celým jménem Esther Anna Johana Pavla Margareta Barbora Mertová (* 2001 Praha), je česká muzikálová herečka. Je mladší dcerou Zory Jandové a Zdeňka Merty.

## Životopis
Narodila se v Praze. Vystudovala Gymnázium Karla Čapka v Dobříši, ze kterého odešla na Konzervatoř Jaroslava Ježka, kde studovala obor muzikálové herectví. Po škole hrála v Divadle Na Fidlovačce v představení Jeptišky nebo Bratři. První role si zahrála již v dětství v Městském divadle v Brně, kde je od roku 2021 v angažmá.

### Role v Městském divadle Brno
- Romeo a Julie – Julie (ještě jako studentka)
- Medicus – Mary Cullenová - získala širší nominaci na cenu Thalie
- Sám na dva šéfy – Pavlína, Charlieho dcera
- The Addams Family – Wednesday Addamsová
- Sněhurka a já – Sára[3]

### Vedlejší role
- Pretty Woman
- My Fair Lady (ze Zelňáku)
- Velká ryba (Big Fish)
- Cyrano z Bergeracu